# Музыкально-цветовая синестезия
Музыка́льно-цветова́я синестези́я, также цветно́й слух (синопсия) — разновидность хроместезии (типа синдрома Шерешевского), при которой музыкальные звуки вызывают у человека цветовые ассоциации.
Речь идёт о некой связи абсолютной высоты музыкальных звуков и/или тональностей с определёнными цветами.
Следует различать зрительное восприятие, образность мышления и собственно музыкально-цветовую синестезию: образностью мышления в той или иной степени обладает каждый человек, тогда как синестетический цветной слух явление довольно редкое, и, по словам некоторых современных музыкантов, обладателей такой способности, — довольно неприятное и трудноконтролируемое, главным образом из-за повышенной чувствительности к окружающему человека в повседневной жизни информационному шуму.

## Примеры использования в искусстве
Синестетиками в музыке были Скрябин, Римский-Корсаков, Чюрлёнис и Мессиан, из наших современников — Томас Кёнер (нем. Thomas Köner), Kanye West, певица Marina and The Diamonds или погибший при трагических обстоятельствах Джон Бэланс из Coil. Они воспринимали или воображали тональности окрашенными в определённые цвета. Например, симфоническая поэма Скрябина «Прометей (Поэма огня)» была задумана композитором со специальной исполнительской строкой «Luce» (то есть «Свет») и исполняется иногда с использованием светомузыки.
Музыкант и художник М. Чюрлёнис пытался передать в своих картинах недоступный этому жанру мир музыки.

## Теоретическое объяснение
Французский психолог Теодюль Рибо (1839—1916) приводит три гипотезы происхождения цветного слуха, которые уже в его время (то есть в XIX веке) были общеизвестны. Он пишет: «По эмбриологической гипотезе это могло бы быть следствием неполной дифференциации между чувствами зрения и слуха и фактом случайного оживания такой особенности, которая в некоторую отдалённую эпоху была, может быть, общим правилом в человечестве. Анатомическая гипотеза предполагает сообщения или анастомозы между центрами зрительных и слуховых ощущений в головном мозгу. Затем есть физиологическая гипотеза нервной иррадиации и психологическая, видящая здесь ассоциацию». 
Сторонники синестетичности цветного слуха придерживаются, главным образом, «физиологической гипотезы», если воспользоваться дефиницией Рибо. Есть, однако, и серьёзные возражения, ставящие под сомнение саму идею такого рода синестезии и предполагающие наличие лишь образных ассоциаций.
Для синестезии известны случаи наследования (а физиологические признаки более вероятно наследуемы, чем устойчивые ассоциации), например, Владимир Набоков и его жена Вера Слоним оба были синестетиками, как и их сын Дмитрий.
Существует и музыкально-педагогическая система В. Б. Брайнина, посвящённая связям между относительной (ладовой) высотой музыкальных звуков и определёнными цветами спектра. В этой системе предусмотрено развитие цветного восприятия ступеней модальных ладов у детей. В работе Брайнина, однако, говорится лишь об объективных предпосылках для возникновения образных ассоциаций, а не о подлинной возможности развития синестетического восприятия.

Петербургский музыкант и художник В. В. Афанасьев предложил собственную математическую теорию аудиовизуальных стимулов на основе не интуитивных связей звуков и цветов, а общих законов гармонии между цветами и между нотами. На основе этой теории он разработал и запатентовал собственную систему светомузыки, ставящую цвет в соответствие звукам, которая применялась, например, на концерте в Капелле к годовщине смерти Пушкина. Элементы той же системы предлагалось применять и для преобразования изображений в музыку.